# Selsawet Chidry
Der Selsawet Chidry, Chidrynski Selsawet (belarussisch Хідрынскі сельсавет, russisch Хидринский сельсовет) ist eine Verwaltungseinheit im Rajon Kobryn in der Breszkaja Woblasz in Belarus. Das Zentrum des Selsawets ist das Dorf Chidry. 
Chidrynski Selsawet liegt im Westen des Rajons Kobryn und umfasst 19 Dörfer:
- Awady (Авады)    (52° 7′ N, 24° 20′ O)
- Astrauljany (Астраўляны)   (52° 11′ N, 24° 20′ O)
- Chidry (Хідры)   (52° 9′ N, 24° 22′ O)
- Haikouka (Гайкоўка)   (52° 7′ N, 24° 18′ O)
- Isabelin (Ізабелін)   (52° 7′ N, 24° 25′ O)
- Jahalki (Ягалкі)   (52° 9′ N, 24° 17′ O)
- Kataschy (Каташы)   (52° 8′ N, 24° 20′ O)
- Kortschyzy (Корчыцы)   (52° 5′ N, 24° 24′ O)
- Ljachtschyzy (Ляхчыцы)   (52° 5′ N, 24° 24′ O)
- Masury (Мазуры)   (52° 12′ N, 24° 19′ O)
- Nawasadki (Навасадкі)   (52° 6′ N, 24° 19′ O)
- Patryki (Патрыкі)   (52° 11′ N, 24° 19′ O)
- Perki (Перкі)   (52° 11′ N, 24° 14′ O)
- Peski (Пескі)   (52° 12′ N, 24° 16′ O)
- Pezki (Пецькі)   (52° 9′ N, 24° 18′ O)
- Ploskaje (Плоскае)   (52° 9′ N, 24° 24′ O)
- Sabuschki (Забужкі)   (52° 12′ N, 24° 18′ O)
- Suchoutschyzy (Сухоўчыцы)   (52° 10′ N, 24° 14′ O)
- Uschkawiza (Ушкавіца)   (52° 11′ N, 24° 15′ O)